# Cordia crenata
Cordia crenata es una especie de árbol en la familia, Boraginaceae,  es nativa de  África.

## Taxonomía
Cordia crenata fue descrita por Alire Raffeneau Delile y publicado en Description de l'Égypte, . . . Histoire Naturelle, Tom. Second 195, 51. 1813.
Etimología
Cordia: nombre genérico otorgado en honor del botánico alemán Valerius Cordus (1515-1544).
crenata: epíteto latíno que significa "mellado".
Sinonimia
- Cordia zedambae Martelli
- Gerascanthus crenatus (Delile) Borhidi
- Lithocardium crenatum Kuntze[5]